# (22014) 1999 XQ96
(22014) 1999 XQ96 è un asteroide troiano di Giove del campo greco. Scoperto nel 1999, presenta un'orbita caratterizzata da un semiasse maggiore pari a 5,148596 UA e da un'eccentricità di 0,106207, inclinata di 29,572850° rispetto all'eclittica. Ha un diametro di 39,487 km e un'albedo di 0,103.